# 松平定功
松平 定功（まつだいら さだかつ/さだなり）は、江戸時代中期の大名。伊予国松山藩の第7代藩主。定勝系久松松平家宗家8代。官位は従五位下・隠岐守。

## 生涯
第5代藩主・松平定英の次男として誕生した。宝暦13年（1763年）、兄・定喬の養嗣子となり、遺領松山15万石を継ぐ。
翌年、従五位下・隠岐守に任ぜられる。明和2年（1765年）2月10日、発病。即日、従兄で松山新田藩主の定静を養嗣子とする。翌日危篤に陥り、江戸藩邸愛宕下上屋敷にて卒去。享年33。
松山入りはわずか2回であった。遺骸は江戸三田済海寺に葬られ、遺髪が松山古町大林寺へ送られて法要が営まれた。

## 系譜
- 父：松平定英（1696年 - 1733年）
- 母：多世（赤松氏）
- 養父：松平定喬（1716年 - 1763年）
- 養母：蓮寿院殿 - 佐竹義峯娘
- 正室：浅野宗恒娘
- 養子
  - 男子：松平定静（1729年 - 1779年） - 松平定章の長男